# Antonín Němeček (prelát)
Antonín Němeček (30. července 1916 Polešovice – 4. července 1993) byl český římskokatolický kněz, vysokoškolský učitel, exercitátor a papežský prelát.

## Život
Po kněžském svěcení, které přijal 5. července 1940 v Olomouci, působil jako farní vikář nejprve v Lošticích, od září 1945 do července 1947 při Kolegiátní kapitule u svatého Mořice v Kroměříži a následně v Moravském Berouně, odkud excurrendo spravoval farnosti Horní Loděnice a Nové Valteřice. Po nástupu komunistického režimu byl v březnu 1951 poslán za trest do litoměřické diecéze, kde byl ustanoven administrátorem farnosti Krásná Lípa. V roce 1953 byl postaven mimo službu a nastoupil jako dělník do Tatry Kopřivnice.
Teprve v dubnu 1968 se mohl vrátit ke svému povolání a byl jmenován farním vikářem v Ostravě-Vítkovicích. Od srpna 1972 do června 1990 působil jako administrátor farnosti v Drahanech a administrátor excurrendo farnosti Rozstání. Po obnovení Cyrilometodějské teologické fakulty Univerzity Palackého na ní začal vyučovat dogmatickou teologii, ovšem po necelých třech letech musel z vážných zdravotních důvodů výuky zanechat. Dne 26. června 1993 jej papež Jan Pavel II. jmenoval prelátem Jeho Svatosti, krátce nato však Antonín Němeček zemřel.